# Apatelodes lacetania
Apatelodes lacetania is een vlinder uit de familie van de Apatelodidae. De wetenschappelijke naam van de soort is voor het eerst geldig gepubliceerd in 1890 door Herbert Druce.

## Synoniemen
- Apatelodes hiantha Dyar, 1912[4]